# عبدالله اقبال
عبدالله اقبال (اردو:  عبداللہ اقبال؛ زادهٔ ۲۷ ژوئیهٔ ۲۰۰۲) بازیکن فوتبال اهل پاکستان-دانمارک است.
وی همچنین در تیم‌های ملی فوتبال زیر ۲۳ سال پاکستان و پاکستان بازی کرده است.